# Liste des monuments historiques d'Angoulême
Ce tableau présente la liste de tous les monuments historiques classés ou inscrits dans la ville d’Angoulême, Charente, en France.

## Liste
| Monument                                 | Adresse                                 | Coordonnées                      | Notice         | Protection | Date      | Illustration                             |
| ---------------------------------------- | --------------------------------------- | -------------------------------- | -------------- | ---------- | --------- | ---------------------------------------- |
| Abbaye de Saint-Cybard                   | 115, rue de Bordeaux                    | 45° 39′ 12″ nord, 0° 08′ 58″ est | « PA16000038 » | Inscrit    | 2007      | Abbaye de Saint-Cybard                   |
| Capitainerie de l'Houmeau                | 19, boulevard Besson-Bey                | 45° 39′ 34″ nord, 0° 09′ 40″ est | « PA00104202 » | Inscrit    | 1985      | Capitainerie de l'Houmeau                |
| Cathédrale Saint-Pierre                  | Place de la Cathédrale                  | 45° 38′ 56″ nord, 0° 09′ 06″ est | « PA00104203 » | Classé     | 1840      | Cathédrale Saint-Pierre                  |
| Chapelle des Cordeliers                  | 60, rue de Beaulieu                     | 45° 39′ 02″ nord, 0° 09′ 02″ est | « PA00104209 » | Inscrit    | 1925      | Chapelle des Cordeliers                  |
| Chocolaterie                             | 18, place de l'Hôtel-de-Ville           | 45° 38′ 54″ nord, 0° 09′ 25″ est | « PA00104204 » | Inscrit    | 1987      | Chocolaterie                             |
| Clinique Sainte-Marthe                   | 9 rue François Ier                      | 45° 39′ 04″ nord, 0° 09′ 04″ est | « PA00104205 » | Inscrit    | 1925      | Clinique Sainte-Marthe                   |
| Colonne de la duchesse d'Angoulême       | Avenue Wilson                           | 45° 39′ 09″ nord, 0° 08′ 48″ est | « PA00104206 » | Inscrit    | 1948      | Colonne de la duchesse d'Angoulême       |
| Échauguette                              | 18, rue de Bélat                        | 45° 38′ 50″ nord, 0° 09′ 28″ est | « PA00104201 » | Inscrit    | 1925      | Échauguette                              |
| Église Notre-Dame d'Obézine              | 92, rue de Montmoreau                   | 45° 38′ 48″ nord, 0° 09′ 35″ est | « PA16000019 » | Inscrit    | 2001      | Église Notre-Dame d'Obézine              |
| Église Saint-André                       | Rue Taillefer                           | 45° 39′ 00″ nord, 0° 09′ 17″ est | « PA00104207 » | Inscrit    | 1951      | Église Saint-André                       |
| Église Saint-Jacques de l'Houmeau        | Rue André Lamaud                        | 45° 39′ 21″ nord, 0° 09′ 38″ est | « PA16000017 » | Inscrit    | 2001      | Église Saint-Jacques de l'Houmeau        |
| Église Saint-Martial                     | Place Saint-Martial                     | 45° 38′ 55″ nord, 0° 09′ 36″ est | « PA16000018 » | Inscrit    | 2001      | Église Saint-Martial                     |
| Enceinte d'Épernon                       | Rue Hergé Rue de l'Arsenal Rue de Bélat | 45° 38′ 54″ nord, 0° 09′ 28″ est | « PA00104229 » | Inscrit    | 1972      | Enceinte d'Épernon                       |
| Hôtel Mousnier-Longpré                   | 24, rue de Friedland                    | 45° 38′ 58″ nord, 0° 09′ 09″ est | « PA00104210 » | Inscrit    | 1963      | Hôtel Mousnier-Longpré                   |
| Hôtel de préfecture de la Charente       | Rue de la Préfecture                    | 45° 38′ 45″ nord, 0° 09′ 25″ est | « PA00104226 » | Inscrit    | 1975      | Hôtel de préfecture de la Charente       |
| Hôtel Saint-Simon                        | 17, rue de la Cloche-Verte              | 45° 38′ 57″ nord, 0° 09′ 22″ est | « PA00104222 » | Inscrit    | 1925      | Hôtel Saint-Simon                        |
| Hôtel de ville                           | Place de l'Hôtel-de-Ville               | 45° 38′ 54″ nord, 0° 09′ 22″ est | « PA00104211 » | Classé     | 2013      | Hôtel de ville                           |
| Hôtel de Bardine                         | 79, rue de Beaulieu                     | 45° 39′ 01″ nord, 0° 08′ 59″ est | « PA00104212 » | Inscrit    | 1947 2013 | Hôtel de Bardine                         |
| Immeuble                                 | 9, rue d'Iéna                           | 45° 38′ 50″ nord, 0° 09′ 20″ est | « PA00104213 » | Inscrit    | 1971      | Immeuble                                 |
| Immeuble                                 | 11, rue d'Iéna                          | 45° 38′ 50″ nord, 0° 09′ 21″ est | « PA00104214 » | Inscrit    | 1971      | Immeuble                                 |
| Immeuble                                 | 12, rue d'Iéna                          | 45° 38′ 50″ nord, 0° 09′ 22″ est | « PA00104215 » | Inscrit    | 1971      | Immeuble                                 |
| Immeuble                                 | 14, rue d'Iéna                          | 45° 38′ 49″ nord, 0° 09′ 22″ est | « PA00104216 » | Inscrit    | 1971      | Immeuble                                 |
| Immeuble                                 | 18, rue d'Iéna                          | 45° 38′ 48″ nord, 0° 09′ 23″ est | « PA00104217 » | Inscrit    | 1971      | Immeuble                                 |
| Immeuble                                 | 28, rue d'Iéna                          | 45° 38′ 46″ nord, 0° 09′ 23″ est | « PA00104218 » | Inscrit    | 1971      | Immeuble                                 |
| Porte de l'ancien couvent des Carmélites | Rue de Turenne                          | 45° 39′ 06″ nord, 0° 09′ 05″ est | « PA00104219 » | Inscrit    | 1925      | Porte de l'ancien couvent des Carmélites |
| Lanterne des morts                       | Square de l'Église-Saint-André          | 45° 39′ 00″ nord, 0° 09′ 19″ est | « PA00104220 » | Inscrit    | 1925      | Lanterne des morts                       |
| Logis du Maine blanc                     | 243, rue de Clérac-à-Sillac             | 45° 38′ 38″ nord, 0° 08′ 54″ est | « PA00104230 » | Inscrit    | 1925      | Logis du Maine blanc                     |
| Logis de la Tourgarnier                  | 201, rue de la Tourgarnier              | 45° 38′ 27″ nord, 0° 10′ 13″ est | « PA00104221 » | Inscrit    | 1925 1949 | Logis de la Tourgarnier                  |
| Maison de la Marbrerie                   | 11, rue Raymond Audour                  | 45° 39′ 03″ nord, 0° 09′ 18″ est | « PA00104223 » | Inscrit    | 1948      | Maison de la Marbrerie                   |
| Maison                                   | 95, rue de l'Hirondelle                 | 45° 38′ 16″ nord, 0° 08′ 35″ est | « PA16000059 » | Inscrit    | 2015      | Maison                                   |
| Manufacture de papiers Hébert            | 180, rue de Bordeaux                    | 45° 39′ 12″ nord, 0° 08′ 47″ est | « PA16000011 » | Classé     | 2001      | Manufacture de papiers Hébert            |
| Marché couvert                           | Boulevard Pasteur                       | 45° 39′ 00″ nord, 0° 09′ 27″ est | « PA00125672 » | Inscrit    | 1993      | Marché couvert                           |
| Musée des beaux-arts                     | 1, rue Friedland                        | 45° 38′ 57″ nord, 0° 09′ 08″ est | « PA00104208 » | Inscrit    | 1925      | Musée des beaux-arts                     |
| Ancienne papeterie Le Nil (cheminée)     | rue de Bordeaux                         | 45° 39′ 15″ nord, 0° 09′ 01″ est | « PA16000049 » | Inscrit    | 2012      | Ancienne papeterie Le Nil (cheminée)     |
| Porte ancienne                           | 59, rue du Minage                       | 45° 38′ 58″ nord, 0° 09′ 04″ est | « PA00104224 » | Inscrit    | 1948      | Porte ancienne                           |
| Porte ancienne                           | 61, rue du Minage                       | 45° 38′ 58″ nord, 0° 09′ 04″ est | « PA00104225 » | Inscrit    | 1948      | Porte ancienne                           |
| Remparts                                 |                                         | 45° 39′ 05″ nord, 0° 08′ 49″ est | « PA00104228 » | Inscrit    | 1958      | Remparts                                 |
| Vieux puits                              | 10, rue Vauban                          | 45° 39′ 02″ nord, 0° 09′ 09″ est | « PA00104227 » | Classé     | 1923      | Vieux puits                              |